# Légende de saint Ladislas

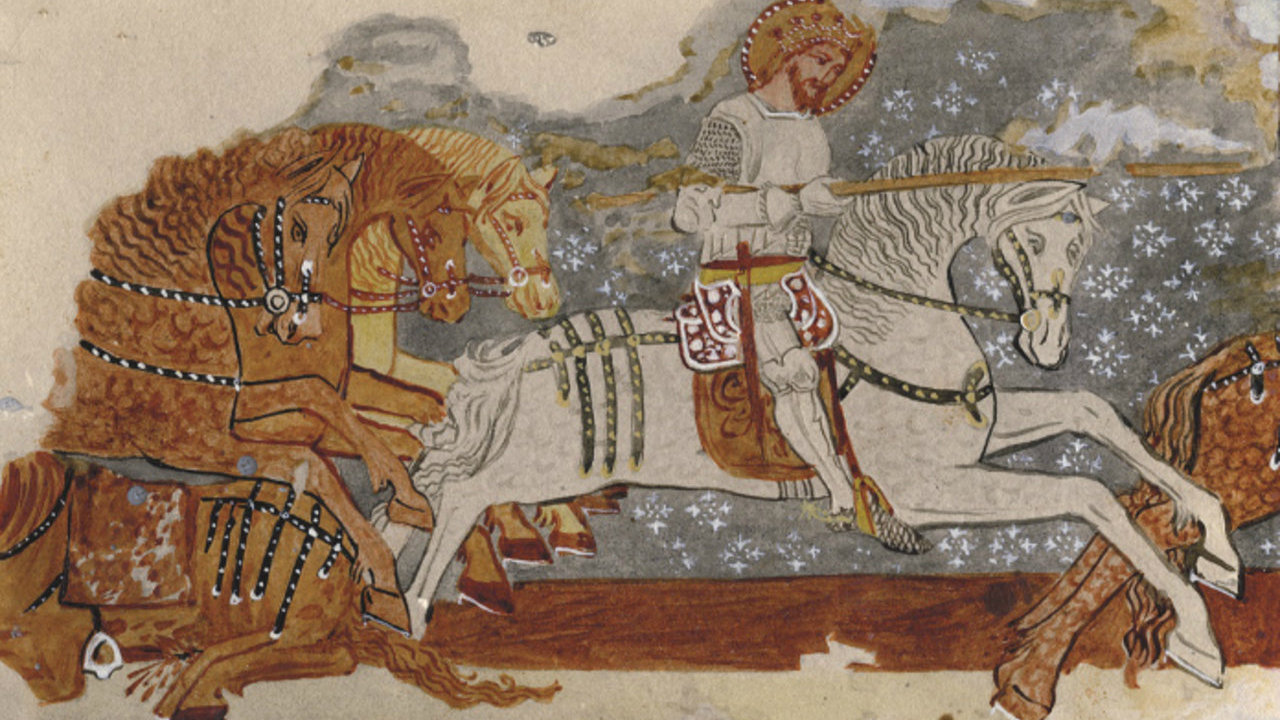
Détail de la fresque de l'église unitarienne de Dârjiu : saint Ladislas à cheval

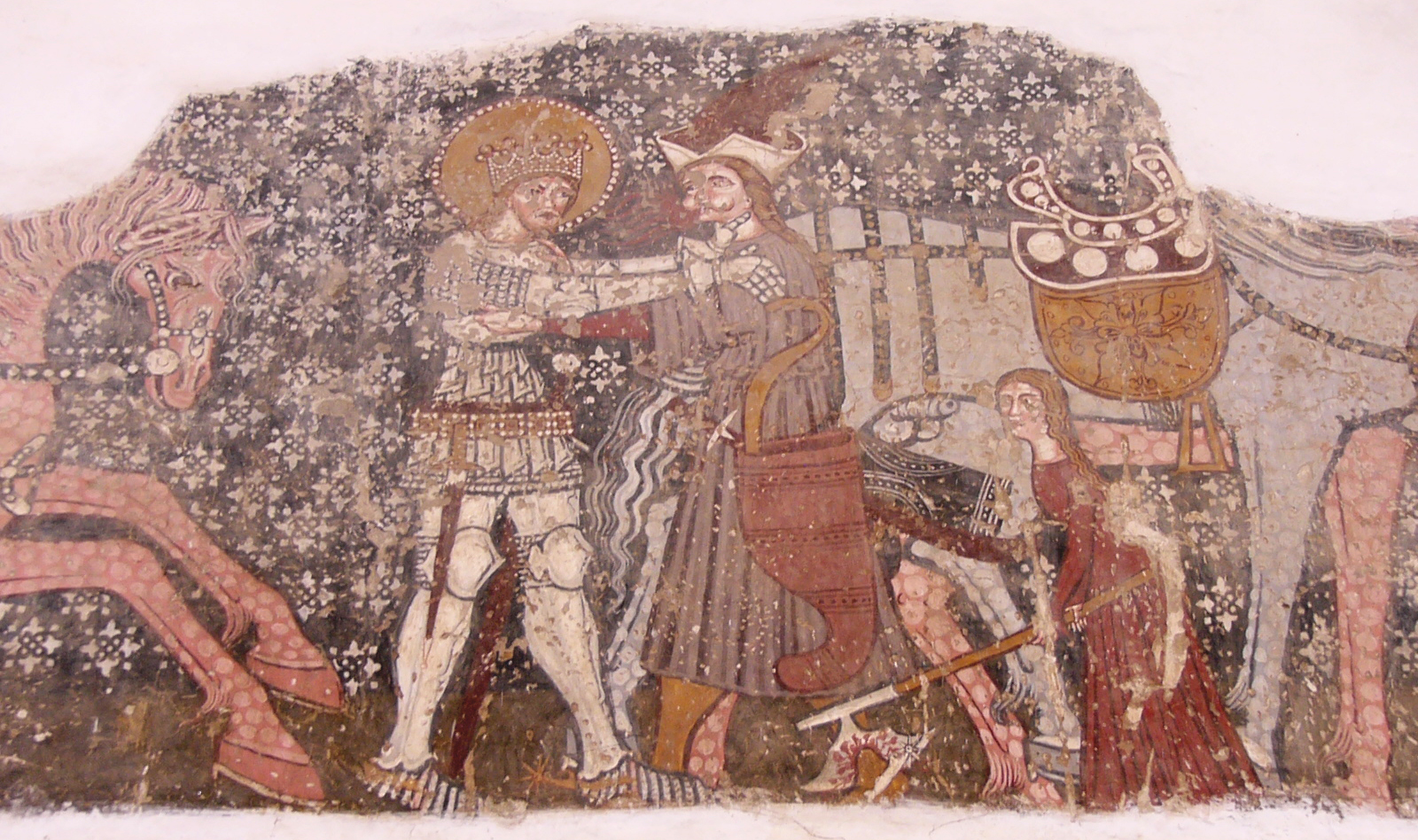
Détail de la fresque de l'église unitarienne de Dârjiu : lutte entre saint Ladislas et le guerrier couman

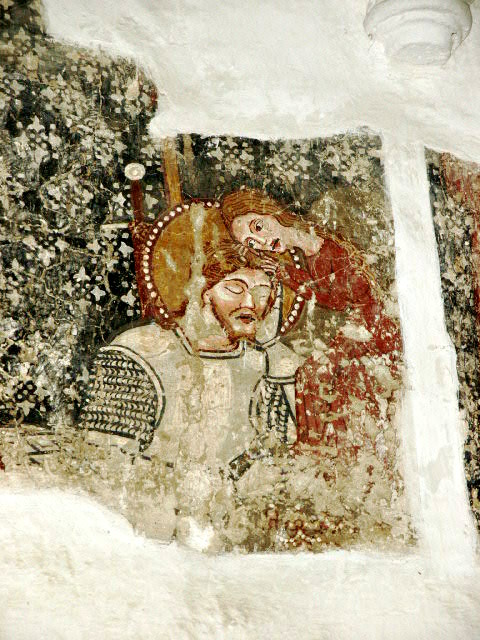
Détail de la fresque de l'église unitarienne de Dârjiu : saint Ladislas se reposant dans les bras de la jeune fille

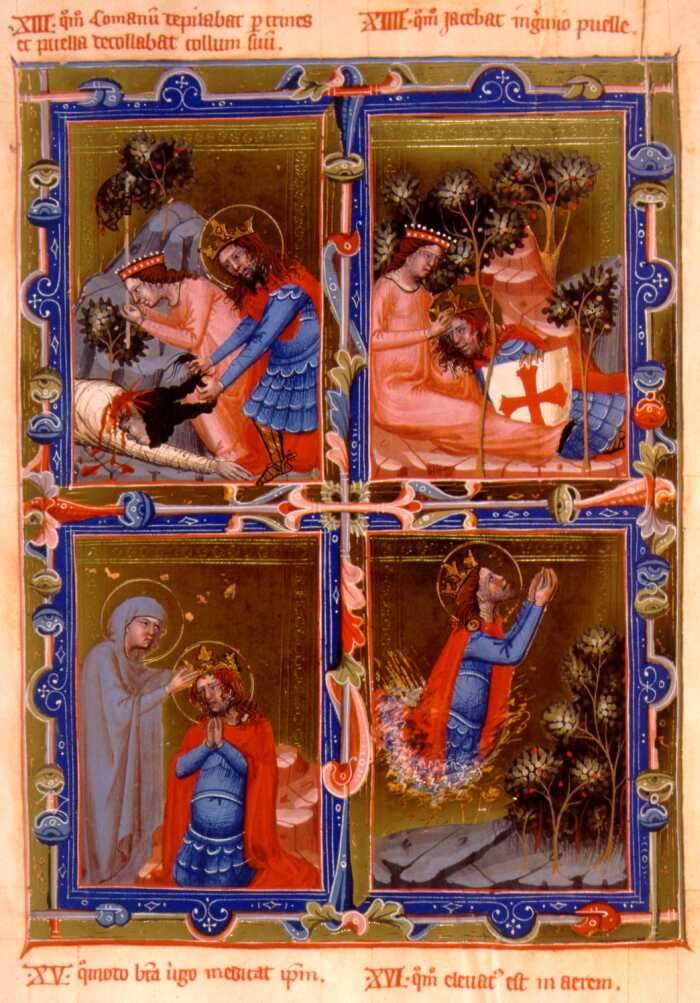
Légende de saint Ladislas dans le Légendaire d'Anjou

Un épisode de la Légende de saint Ladislas a fait l'objet de nombreuses fresques dans les églises médiévales de Hongrie aux XIVe et XVe siècles.

## Contexte historique
Ladislas 1er de Hongrie est un roi chevaleresque du XIe siècle. Avant de régner, il combattit en Transylvanie les armées petchénègues et coumanes, qui provenaient des steppes, avec son frère Géza et le roi Salomon de Hongrie. D'après l'histoire illustrée par les fresques, il vit un guerrier tenter d'enlever une jeune Hongroise sur le champ de bataille de Kerlés. Il le poursuivit, le vainquit et la libéra.

## Séquence des images dans la fresque illustrant la légende de saint Ladislas
La séquence des événements illustrés est généralement la même dans toutes les églises de la Hongrie médiévale:
- À cheval sur le champ de bataille, saint Ladislas aperçoit un guerrier païen qui retient une jeune Hongroise sur sa selle.
- Il commence à le poursuivre.
- Il n'arrive pas à réduire la distance qui le sépare du païen au point de pouvoir lui porter un coup.
- Il crie à la jeune fille : « Saisis le païen par la ceinture et saute à terre ! »
- Elle le fait, et les deux guerriers commencent à lutter corps à corps.
- Comme saint Ladislas n'arrive pas à vaincre le païen, la jeune fille l'aide en coupant le tendon d'Achille de l'ennemi.
- Saint Ladislas décapite le païen avec l'aide de la jeune fille.
- Dans la dernière scène, il se repose dans les bras de la jeune fille.

## La légende de saint Ladislas dans les églises médiévales de Hongrie
L'archéologue Gyula László a recueilli les documents de cinquante églises médiévales de Hongrie où l'on avait peint une fresque, dans la plaine de Pannonie. Certaines fresques ont été démolies (par exemple, celles des églises de Homoródszentmárton et de Homoródokland), mais József Huszka fit l'esquisse de quelques-unes au XIXe siècle. Ces esquisses sont conservées au Bureau national de protection du patrimoine de Hongrie.
La plupart des fresques ont été peintes sous les règnes de Charles Robert de Hongrie, de Louis Ier de Hongrie et de Sigismond Ier du Saint-Empire. Comme saint Ladislas était devenu leur idéal, ces rois choisirent d'être enterrés au même endroit que lui, dans la cathédrale d'Oradea.

## Relations eurasiennes
Plusieurs scènes de la légende de saint Ladislas figurent sur des objets découverts par des fouilles archéologiques dans tout le nord de l'Eurasie. Celle qui est le plus souvent illustrée est celle du corps à corps. Il arrive aussi que les chevaux des deux guerriers se battent. Plusieurs boucles de ceinture provenant d'Ordos, en Chine, évoquent cette scène. La scène de lutte figure aussi sur l'argenterie de Vjatka, en Sibérie.

## Interprétation mythologique et suite
Avant Gyula László, Géza Nagy fut d'avis qu'un ancien mythe eurasien inspirait la fresque christianisée, celui de la lutte entre la lumière et les ténèbres, représentées par les deux héros.
Dans la littérature, la ballade d'Anna Molnár se rapporte aussi à la légende de saint Ladislas. Le Roi Blanc (saint Ladislas) et le Roi Noir (le guerrier païen) se battent et luttent, tout comme le cheval blanc et le cheval noir.